# جيمس سميث (ممثل)
جيمس سميث (بالإنجليزية: James Smith)‏ هو ممثل بريطاني، ولد في 1948 بإنجلترا في المملكة المتحدة.

## أعمال

### أفلام
- (2018) المفضلة

## وصلات خارجية
- جيمس سميث على موقع IMDb (الإنجليزية)
- جيمس سميث على موقع قاعدة بيانات الفيلم (الإنجليزية)